# Rhynchina leucodonta
Rhynchina leucodonta är en fjärilsart som beskrevs av George Francis Hampson 1910. Rhynchina leucodonta ingår i släktet Rhynchina och familjen nattflyn. Inga underarter finns listade.